# Rivière de Burnt Church
La rivière de Burnt Church est un cours d'eau du Nouveau-Brunswick, au Canada. Elle est formée par la confluence de la rivière de Burnt Church Nord et la rivière de Burnt Church Sud, dans la paroisse d'Alnwick. La rivière suit ensuite un cours orienté vers le sud et se jette dans le fleuve Miramichi à Burnt Church, à peu près 13 kilomètres plus loin.